# Pipistrellus rueppellii
Pipistrellus rueppellii är en fladdermusart som först beskrevs av Johann Baptist Fischer 1829.  Pipistrellus rueppellii ingår i släktet Pipistrellus och familjen läderlappar. Inga underarter finns listade i Catalogue of Life. Wilson & Reeder (2005) skiljer mellan 6 underarter. Artepitet i det vetenskapliga namnet hedrar den tyska naturforskaren Eduard Rüppell.

## Systematik
Genetiska studier har påvisat stora skillnader mot andra arter av släktet Pipistrellus. Nyare avhandlingar listar arten därför i det monotypiska släktet Vansonia. Släktet är antagligen systergruppen till en utvecklingslinje av Pipistrellus och brunfladdermöss. Olika zoologer har beskrivit 6 till 7 underarter. Det är oklart om de kan godkännas.

## Utseende
Denna fladdermus blir med svans 69 till 89 mm lång, själva svansen är 25 till 41 mm lång och vikten är 4 till 9 g. Pipistrellus rueppellii har 29 till 37 mm långa underarmar och 6 till 14 mm stora öron. Svansen är nästan helt inbäddad i svansflyghuden. Den mjuka pälsen på ovansidan har en grå till gråbrun färg, ofta med inslag av silver. Undersidan är täckt av helt vita hår med undantag av strupen som är lite mörkare. Denna fladdermus har ungefär trekantiga öron och inga hudflikar (blad) på näsan. Artens vingar är ljusgråa, ljusbruna eller vitaktiga samt genomskinliga. Fladdermusens svansflyghud är alltid ljusgrå.
I överkäken finns per sida 2 framtänder, en hörntand, 2 premolarer och 3 molarer. I underkäken förekommer ytterligare en framtand per sida. Påfallande är de långa inre framtänderna i överkäken som har en ränna samt två knölar på toppen.

## Utbredning
Denna fladdermus har flera från varandra skilda populationer i Afrika från Marocko och Egypten till norra Sydafrika och på Arabiska halvön. Den vistas i låglandet och i bergstrakter upp till 1100 meter över havet. Habitatet utgörs främst av öknar och halvöknar.

## Ekologi
Individerna vilar under klippor eller i byggnader. De är antagligen aktiva mellan skymningen och gryningen. I magsäcken har man upptäckt rester av dagaktiva flugor. Därför antas att Pipistrellus rueppellii ibland är dagaktiv. Exemplaren sover vid viloplatsen ensam, i par eller i små flockar. I Malawi intar individerna ett stelt tillstånd (torpor) när vädret är ogynnsamt. Lätet för ekolokaliseringen börjar vanligen vid 75 kHz och ibland vid 100 kHz. Det är ungefär 8 millisekunder långt och avslutas vid 57 till 50kHz. Denna fladdermus har skalbaggar, fjärilar, flugor och andra insekter som byten som jagas ovanför vattenytor eller gräs. Den har bra förmåga att snabbt ändra riktningen. Söder om ekvatorn sker fortplantningen mellan september och december. Arten jagas av fladdermusvråk.

## Hot
Beståndet påverkas i viss mån av bekämpningsmedel mot insekter. Arten registreras ganska ofta och utbredningsområdet är stort. IUCN listar Pipistrellus rueppellii som livskraftig (LC).